# 星美学園小学校
星美学園小学校（せいびがくえんしょうがっこう、英:Seibi Gakuen Elementary School）は、東京都北区赤羽台四丁目に所在する私立小学校であり、カトリックのミッションスクールである。英語教育が盛んで、1年生から英語の授業が行われる。2〜4年生ではネイティブの教員による指導も行われる。4・5・6年生は、春にオーストラリアホームステイに参加することができる。学校には、iPadの備品があり、授業で多く使用される。

## 沿革
- 1946年 - 赤羽工兵隊跡の土手入手　私立星美学園小学校設置認可
- 1950年 - 星美学園小学校ができる
- 1972年 - カトリック小学校連合音楽会参加
- 1983年〜1987年 - 星美学園総合計画
- 1988年 - ドン・ボスコ帰天100周年記念
- 2018年 - 全館Wi-Fi設置完了　児童用iPadを40台購入
- 2026年 - サレジアン国際学園小学校に改称（予定）

## 部活動（特別音楽クラブ）
- 聖歌隊
  - 1995年、2002年、2004年、2005年 NHK全国学校音楽コンクール・全国コンクール 銅賞
  - 2007年 NHK全国学校音楽コンクール・全国コンクール 銀賞
  - 2008年、2011年 NHK全国学校音楽コンクール・全国コンクール 金賞

## アクセス
- JR赤羽駅西口下車10分。

## 主な出身者
- 小渕優子（星美幼稚園→星美小学校）